# Le Roy (Minnesota)
Le Roy – miasto w Stanach Zjednoczonych, w stanie Minnesota, w hrabstwie Mower.